# Magatzem de Ribera
El Magatzem de Ribera o Magatzem de José Ribera està situat a la Glorieta de l'Estació, a la ciutat de Carcaixent (la Ribera Alta, País Valencià). S'ubica al costat de l'estació del ferrocarril, en un entorn urbà que es desenvolupa a partir de 1853, data en la qual s'hi construeix la línia fèrria. Es tracta d'un edifici industrial, inaugurat el 3 de desembre de l'any 1903 amb projecte de Josep Rios Chinesta.
L'edifici ha sofert algunes intervencions posteriors que no han desvirtuat la seua imatge, si exceptuem la realitzada al pati. Després de dilatats períodes d'abandonament, i de dues inundacions el 1982 i 1987 que aguditzaren el seu mal estat, l'ajuntament el va rehabilitar l'any 1989 per a utilitzar-lo per a actes multitudinaris, donada la flexibilitat i amplitud de l'espai interior.

## Descripció
El magatzem està emplaçat sobre un solar rectangular, però la seua planta té forma de "L". Per tant, l'edifici allibera un pati en un dels seus cantons, que se separa de l'espai públic del carrer mitjançant una reixa. D'aquesta manera el magatzem ocupa l'extrem d'una parcel·la allargada, de 48 metres de profunditat, amb un mur mitger i tres façanes a diferents carrers.
El programa utilitzat consisteix en un gran espai diàfan per al magatzem i la manipulació de la taronja, i que inclou dependències per a oficines i un habitatge. La nau principal, d'acord amb l'esquema de la planta, té un canvi de sentit de 90°, des del qual és possible dominar visualment les dues naus en el punt on s'uneixen. Les naus segueixen un clàssic esquema basilical, amb una nau central de major dimensions i alçada, i les naus laterals més estretes i baixes per a permetre la il·luminació zenital, amb un altell que recorre tot el perímetre del magatzem.

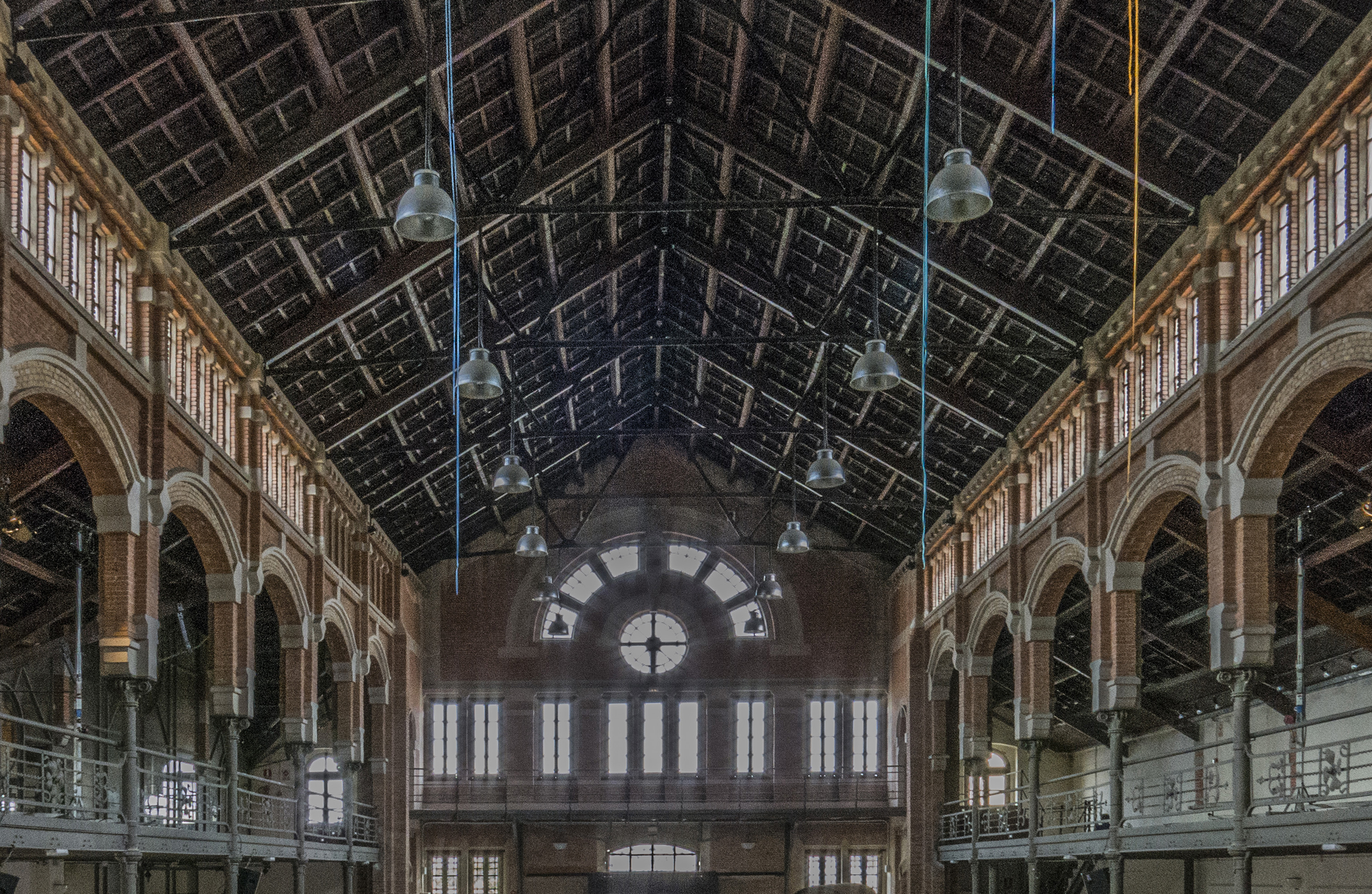
Interior del magatzem.

Les façanes dels testers adquireixen pel seu tractament, la consideració de principal, una solució molt emprada en aquesta tipologia pels empresaris de la taronja per oferir una imatge atractiva del seu edifici i negoci. Predomina el maó vist, amb un gran arcs motllurat en el timpà triangular, que organitza la composició general de la façana, on es disposa d'una gran proporció de buits per a fer possible una abundant il·luminació interior.
L'espai interior adquireix una gran amplitud i diafanitat, destaca el tractament de la llum i el color. La llum inunda tot l'espai interior, des dels testers i des de les filades de finestres situades a la llarga de les façanes laterals damunt de la seua coberta, abans de l'arrancada del faldó de la coberta central. La imatge policroma s'obté gràcies al contrast entre les diverses textures dels diferents materials utilitzats. Les façanes interiors estan modulades per una sèrie d'esveltes columnes de fosa que marquen la separació entre les naus. En els fusts d'aquestes es recolza l'entramat d'altells laterals i queden rematats amb un capitell d'inspiració clàssica decorat amb rosetes, sobre el qual descansen les pilastres que reben els arcs escarsers i suporten l'estructura de la coberta.
Des del punt de vista de la construcció es tracta d'una obra resolta amb una gran qualitat i un gran coneixement dels materials, els quals s'empren amb abundància, i una gran coherència funcional. Els murs són de maçoneria, i s'utilitza la rajola en els arcs, motllures, embocadures dels buits i en els cantons, així com en altres elements de la seua distribució interior. En les cobertes s'han utilitzat ganivets mixtes, corretges i entabacat de fusta i teula plana com a material de cobriment.
L'estil de l'obra s'encabiria dins de l'eclecticisme, per les solucions adoptades i el disseny dels elements ornamentals, encara que ja s'utilitzen determinats detalls decoratius de caràcter modernista.

## Detalls constructius d'una façana

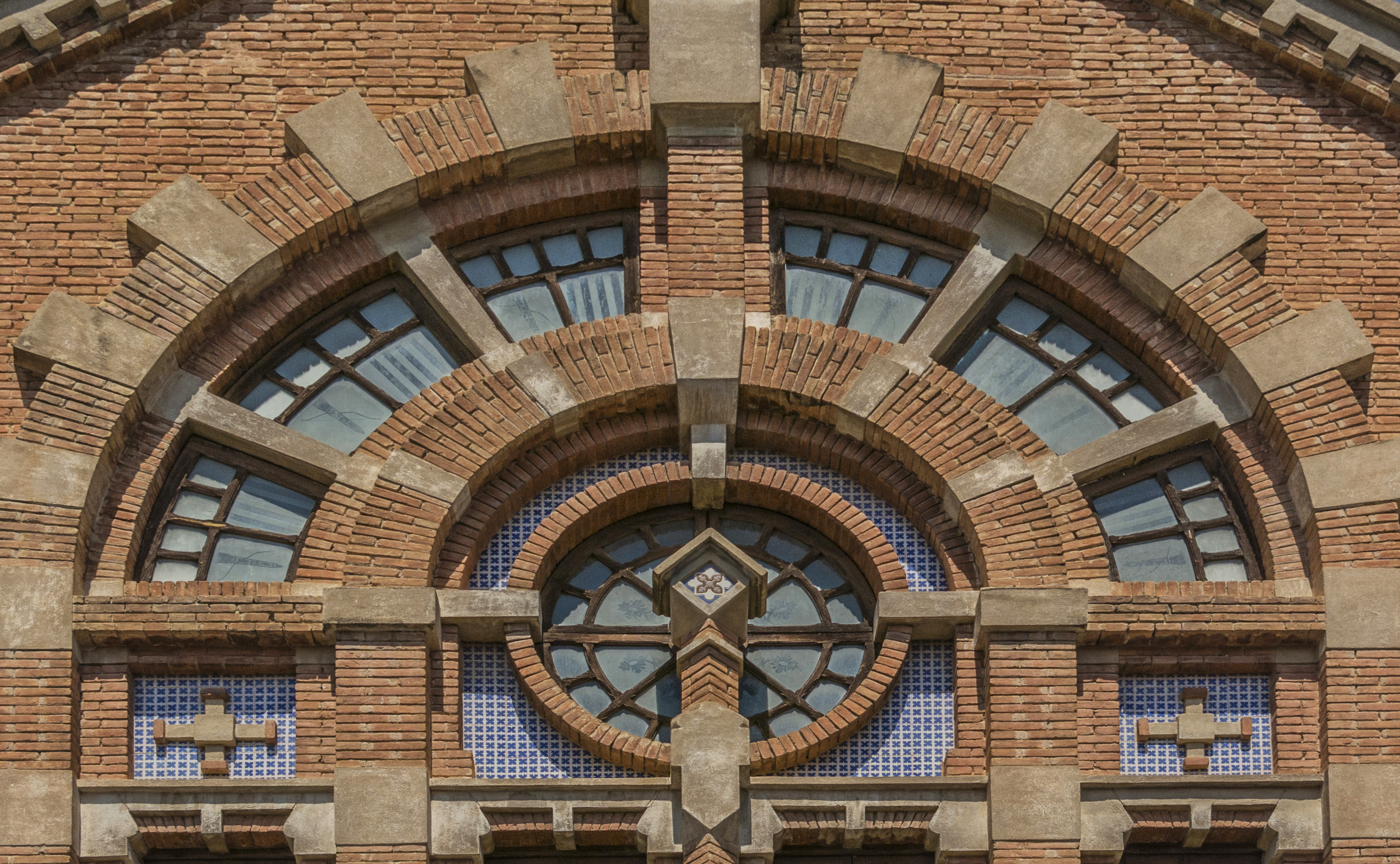
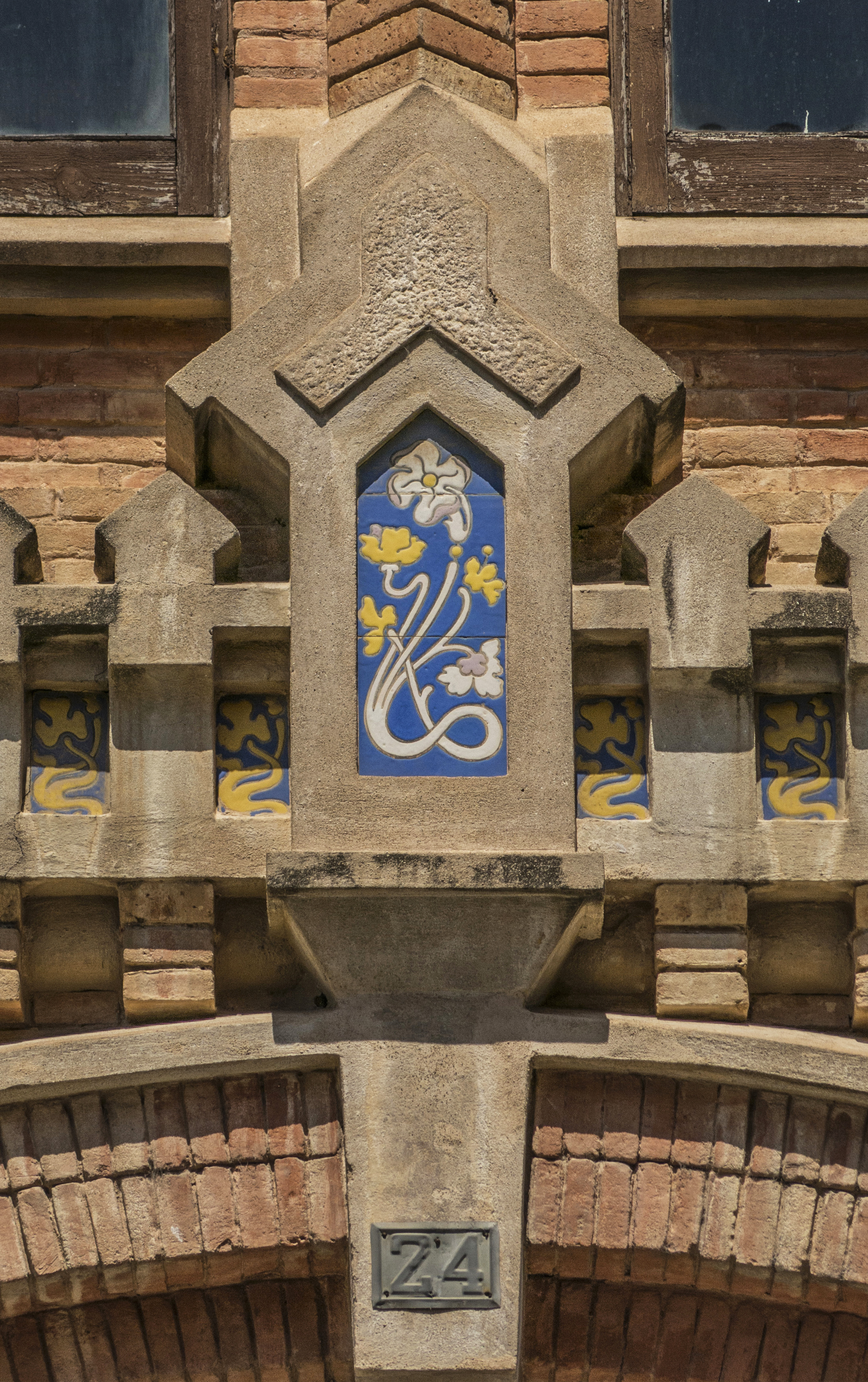